# Homalocalyx aureus
Homalocalyx aureus är en myrtenväxtart som först beskrevs av Charles Austin Gardner, och fick sitt nu gällande namn av Lyndley Alan Craven. Homalocalyx aureus ingår i släktet Homalocalyx och familjen myrtenväxter. Inga underarter finns listade i Catalogue of Life.